# منطقه حفاظت‌شده کوه بیرک
منطقهٔ حفاظت‌شدهٔ کوه بیرک یک منطقهٔ حفاظت‌شده با مساحت ۷۵۳۸۷ هکتار است که در استان سیستان و بلوچستان در ایران قرار دارد. این منطقهٔ حفاظت‌شده طبق مصوبهٔ شمارهٔ ۶۶۳ در تاریخ ۱۳۷۸/۱۰/۱۵ در فهرست مناطق تحت حفاظت سازمان محیط زیست ایران قرار گرفت.